# Albiñana
Albiñana (oficialmente en catalán Albinyana) es un municipio y localidad española de la provincia de Tarragona, en la comunidad autónoma de Cataluña. Perteneciente a la comarca del Bajo Panadés, cuenta con una población de 2677 habitantes (INE 2024).

## Historia
En el siglo XI, el vizconde Guitard construyó ahí su castillo. Su hijo Adalbert, muerto durante la Reconquista, dejó en testamento el lugar al monasterio de San Cugat. En 1040, el abad del cenobio cedió los terrenos a Bernat Otger con la condición de que reconstruyera el castillo y se encargara de su defensa. Al encontrarse en terreno fronterizo y por temor a los ataques sarracenos, el castillo quedó durante mucho tiempo deshabitado. Perteneció a los monjes de Sant Cugat hasta el fin de las señorías. No quedan restos de ese castillo aunque se cree que estaba situado en el mismo lugar en el que hoy en día se encuentra el núcleo del pueblo.
Existieron otras dos fortificaciones también desaparecidas. Una de ellas es el antiguo castillo de la Esquena Roja que aparece citado en documentos de 1173. Poco tiempo después se convirtió en una masía. La otra fortificación es el castillo de Tomoví, aunque por los documentos encontrados parece ser que se trataba más de una mansión fortificada que de un castillo en sí.

## Geografía humana

### Demografía
Cuenta con una población de 2677 habitantes (INE 2024).
| Gráfica de evolución demográfica de Albiñana entre 1842 y 2021 |
| |
| Población de derecho según los censos de población del INE Población de hecho según los censos de población del INEEn estos censos se denominaba Albiñana: 1842, 1857, 1860, 1877, 1887, 1897, 1900, 1910, 1920, 1930, 1940, 1950, 1960, 1970 y 1981 |

| 1497 | 1515 | 1553 | 1717 | 1787 | 1857 | 1877 | 1887 | 1900 |
| ---- | ---- | ---- | ---- | ---- | ---- | ---- | ---- | ---- |
| 15   | 19   | 23   | 272  | 192  | 1085 | 1032 | 1081 | 1118 |

| 1910 | 1920 | 1930 | 1940 | 1950 | 1960 | 1970 | 1981 | 1990 |
| ---- | ---- | ---- | ---- | ---- | ---- | ---- | ---- | ---- |
| 943  | 871  | 778  | 639  | 551  | 572  | 598  | 583  | 710  |

| 1992 | 1994 | 1996 | 1998 | 2000 | 2002 | 2004 | 2006 | — |
| ---- | ---- | ---- | ---- | ---- | ---- | ---- | ---- | - |
| 817  | 1061 | 1077 | 1184 | 1380 | 1695 | 1926 | 2140 | — |

### Economía
La principal actividad económica es la agricultura de secano. Los principales cultivos son la viña, los cereales, almendros y avellanos. Hasta mediados del siglo XX existió una importante industria dedicada a la fabricación de cestos de palmito.

## Cultura

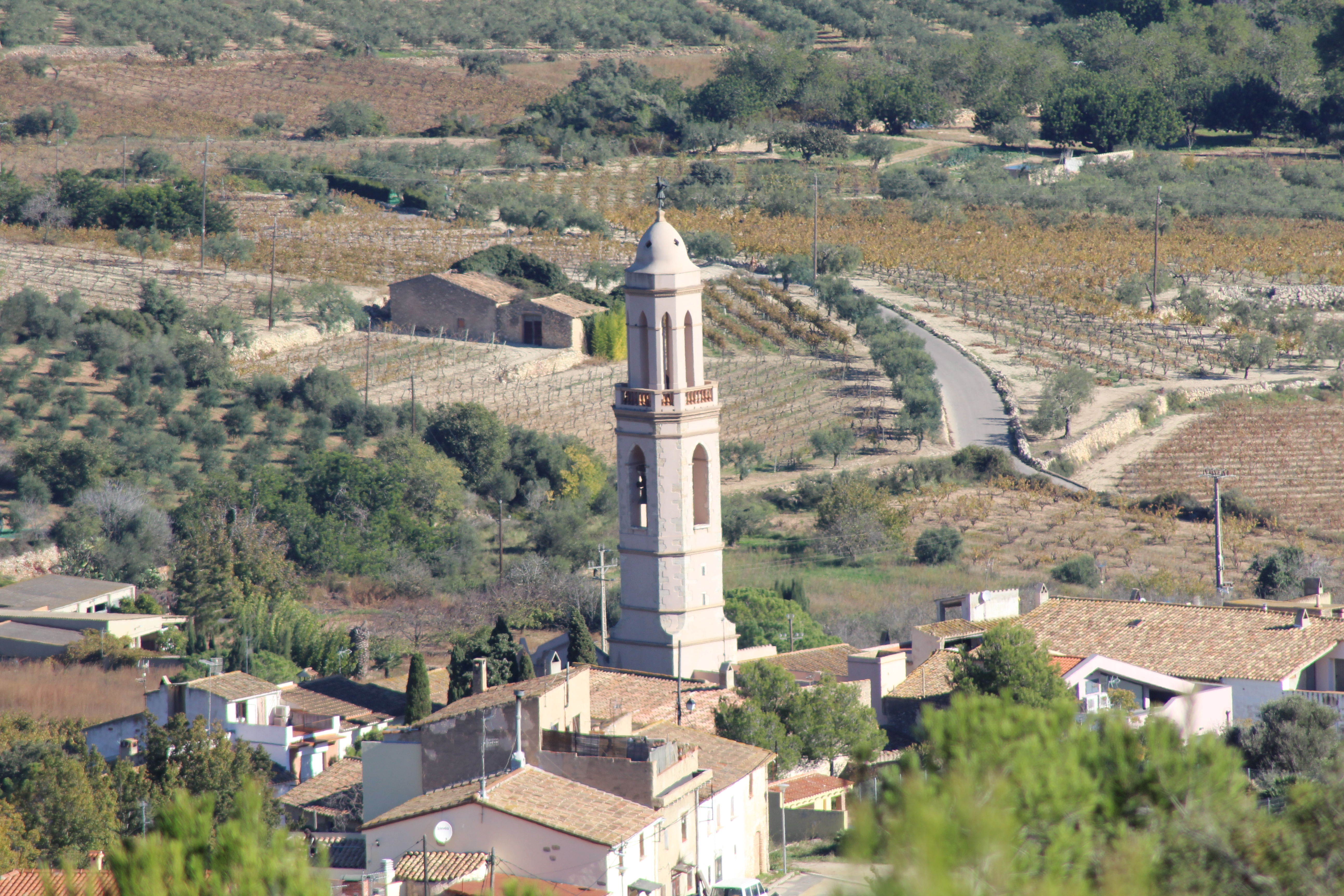
La iglesia de San Bartolomé de Albiñana vista desde la ermita de San Antonio

La iglesia parroquial está dedicada a San Bartolomé. Aunque aparece documentada en 1120 como posesión de San Cugat, la construcción actual es del siglo XVIII. Tiene un ábside semicircular con friso y ventana. La torre del campanario es de base cuadrada y está coronada por la imagen de un pequeño ángel.
En la plaza Major se puede ver otro edificio destacable: Cal Pau Magí. Se trata de una construcción del siglo XVII de tres plantas. En su interior se encuentra un vestíbulo cubierto con bóveda de arco así como la escalera de acceso a la zona de viviendas donde se puede ver inscrita la fecha de la construcción (1637). Es la antigua residencia del administrador de San Cugat.
En el agregado de Les Peces se encuentra un edificio de grandes dimensiones conocido como Cal Gener. Se trata de una construcción de los siglos XV-XVI, reconstruido en el XVIII. Las ventanas están rodeadas de piedra y su fachada presenta unos interesantes esgrafiados restaurados en 1984. Representan figuras humanas así como diversos elementos arquitectónicos y geométricos. Funciona como casa-museo dedicada al turismo rural.
En las afueras de Albiñana se encuentra la ermita de San Antonio. Es un edificio del siglo XVIII de planta rectangular y con una cubierta a dos aguas. Tiene bóveda de cañón y contrafuertes exteriores. Tiene también una torre adosada que funciona como campanario. Se cree que formaba parte de la estructura de defensa del antiguo castillo. Está situada sobre una pequeña colina y todo el conjunto es de color blanco. 
La localidad celebra sus fiestas en el mes de julio, coincidiendo con la Virgen del Carmen, y el 24 de agosto, festividad de San Bartolomé.